# 海伦·乔依·戴维德曼
海伦·乔依·戴维德曼（英語：Helen Joy Davidman，1915年4月18日—1960年7月13日），美国诗人、作家，激进的共产主义者，原為无神论者，後於20世纪40年代末期歸信基督教。她的第一任丈夫是作家威廉·林赛·葛瑞罕，育有两子：大卫和道格拉斯。離婚後她与作家、牛津大学教师C·S·路易斯缔结了第二段婚姻。

## 生平
在冗长的通信之后，戴维德曼踏上了去英国的旅程，并与途中遇到了C·S·路易斯。在她公开叙述这段爱情故事之前，她的生活与文学成就鲜为人知。她的第一段婚姻的破裂源于众多问题的汇集，其中包括她丈夫与酗酒的斗争。在与葛瑞罕离婚后，乔依和她的两个儿子大卫和道格拉斯搬到英国。起初，路易斯把她看作一位令人愉快的智力伴侣和私人朋友，也正是在这个程度上他同意与她共同走入一段合法的婚姻以便她可以继续住在英国。不久她被查出骨癌晚期。他们之间的关系也发展到征求缔结基督教婚姻的程度。她曾经离过婚的经历在当时的英国不能被教會轻易地接受，但是他们的一个朋友，彼得·拜德牧師（the Reverend Peter Bide）于1956年3月21日在乔依的病床前为他们主持了结婚仪式。
这段婚姻没有得到广泛的认可，路易斯的许多朋友和同事都躲开这对新婚夫妇。乔依鼓励杰克（C·S·路易斯）写作并给他的作品以灵感。她的病情只好转了很短的时间，但最终在1960年7月13日被骨癌夺去了生命，享年45岁。路易斯写了《卿卿如晤》以悼念她的死亡。
一部全面的记录乔依·葛瑞罕的生活和作品的传记目前正由驻纽约大学作家阿比盖尔·桑塔玛丽亚（Abigail Santamaria）撰写。该书将在2011年春由霍顿·米夫林出版公司（Houghton Mifflin Harcourt）出版。

## 相關作品
《影子大地》，一部由威廉·尼科尔森（William Nicholson）撰写的关于她与刘易斯的生活的戏剧化改写本，已经被两度拍成电影。1985年，英国BBC电视台制作了电视剧版本，其中乔斯·艾克兰德（Joss Ackland）扮演刘易斯，克莱尔·布鲁姆（Claire Bloom）扮演乔依。一种电影版本在1993年放映，由安东尼·霍普金（Anthony Hopkins）饰演杰克（C·S·刘易斯），戴博拉·温格（Debra Winger）饰演乔依。两中版本都发行了DVD。
尼科尔森的作品，部分描绘了道格拉斯·葛瑞罕的著作《影子大地：我与乔依·葛瑞罕和C·S·刘易斯共度的童年》（Lenten Lands: My Childhood with Joy Davidman and C S Lewis）（1988年由Macmillan USA公司出版，1989年由哈潑柯林斯公司出版）也于1989年至1990年间在伦敦被搬上舞台并获奖。这部舞台剧在1990-1991年成功进入百老汇演出，并于2007年在伦敦重演。

## 墓志铭
- Here the whole world (stars, water, air,
- And field, and forest, as they were
- Reflected in a single mind)
- Like cast off clothes was left behind
- In ashes, yet with hopes that she,
- Re-born from holy poverty,
- In lenten lands, hereafter may
- Resume them on her Easter Day.

C·S·路易斯最初为查尔斯·威廉姆斯而写下这段墓志铭，之后他把它改写并刻在他妻子的墓碑上。

## 著作（以乔依·葛蕾逊的名义）
1. 给一位同事的信（Letter to a Comrade）. Yale University Press, 1938.
2. 安雅（Anya）. The Macmillan Company, 1940.
3. 联合国战争诗歌集锦：战时世界中的歌声和呼喊 300首诗歌 150位诗人 来自20个国家 编者 乔依·葛蕾逊（War Poems of the United Nations: The Songs and Battle Cries of a World at War. Three Hundred Poems. One Hundred and Fifty Poets from Twenty Countries. Joy Davidman, editor）. Dial Press, 1943.
4. 哭泣的海湾（Weeping Bay）. MacMillan, 1950.
5. 山中之雾：十戒今解（Smoke on the Mountain: An Interpretation of the Ten Commandments in Terms of Today）. Foreword by C. S. Lewis. Philadelphia: The Westminster Press, 1954

## 延伸閱讀
- Adey, Lionel. . William B Eerdmans. 1998  [2020-10-23]. ISBN 0-802-84203-8. （原始内容存档于2020-11-06）.
- Bide, Peter (2015). "Marrying C. S. Lewis", in C. S. Lewis and His Circle: Essays and Memoirs from the Oxford C. S. Lewis Society, edited by Roger White, Judith Wolfe & Brendan N. Wolfe, Oxford University Press, pp. 187–191, ISBN 978-0-19-021434-0.
- Dorsett, Lyle W. . Simon & Schuster. 1988. ISBN 0-684-82374-8.
- Edwards, Bruce L. . Greenwood. 2007  [2020-10-23]. ISBN 0-275-99117-2. （原始内容存档于2017-03-07）.
- Hooper, Walter. . HarperOne. 1998  [2020-10-23]. ISBN 0-060-63880-X. （原始内容存档于2020-10-27）.
- King, Don W. (2015.) Yet one more spring. Grand Rapids: Eerdmans. ISBN 978-0802869364
- Sibley, Brian. . Fleming H. Revell. 1985. ISBN 0-800-71509-8.
- Santamaria, Abigail. . Houghton Mifflin Harcourt. 2015. ISBN 978-0151013715.
- Allego, Donna M (编), , , Illinois U,   [2020-10-23], （原始内容存档于2018-02-08）.